# Лю Сян (історик)
Лю Сян (*79 рік до н. е. — †6 рік до н. е.) — визначний китайський історик, текстолог, знавець старовинних канонів часів династії Рання Хань.

## Життєпис
Походив у Сюйчжоу у родині, яка мала родинні та дружні стосунки з представниками династії Хань. Був нащадком Лю Цзяо, молодшого брата Лю Бана, засновника династії. Замолоду переїздить до Чан'аня, де навчався у тай сюе, імператорській академії. Здобув чудову освіту. Лю склав перший каталог імператорської бібліотеки (Вейлу), займався редагування канонів. за це отримав сановний титул дафу. У 56 році до н. е. з великими труднощами уникнув страти, внаслідок його невдалого алхімічної спроби зробити золото. У 26 році до н. е. імператором Чен-ді було призначено Лю Сяня хранителем імператорської бібліотеки. На цій посаді налагодив роботу бібліотеки. Розробив канонічний формат для класичних текстів, що став нормою протягом наступних століть. Залишався радником імператорів з династії Хань, намагався запобігти впливу імператриці Ван. Сконав Лю Сян у столиці у 6 році до н. е. Його справу продовжив син Лю Сін.

## Творчість
Лю Сян був першим редактором Шань хай цзін, а також «Сюань-цзи», «Саду історії». Склав також історичні твори «Життєпис відомих жінок» (розташовані за групами «Зірцеві матері», «Милостиві та мудрі», «Цнотливі та смиренні», «Красномовні й розумні», «Грішні та розпутні») та «Життєпис видатних безсмертних».